# باد الدزوله
شهر باد الدزوله در ایالت اشلسویگ-هل‌اشتاین در کشور آلمان واقع شده است.